# Marlène Charell
Marlène Charell, geboren als Angela Miebs (Winsen, 27 juli 1944), is een Duitse presentatrice, danseres en zangeres.

## Jeugd en opleiding
Angela Miebs groeide op in Hamburg. Als zesjarig meisje trad ze samen met haar vader op bij het circus met het acrobatisch nummer Angela en Corinn. Later ontwikkelde ze zich in acrobatiek, ballet, dans, gymnastiek, zang en toneel.

## Carrière
Aangezien er in Duitsland weinig revuetheaters waren, ging ze met haar ouders naar Parijs, waar ze na een auditie bij de toenmalige directeur Michel Gyarmathy in 1962 een verbintenis kreeg bij het bekende cabaret Folies Bergère. Haar zelf gekozen artiestennaam Marlène Charell was een afkapping van de namen van Marlène Dietrich en Erik Charell. Vanaf 1966 trad ze op in het Dunes in Las Vegas in de show Casino de Paris. Het tijdschrift Variety kende haar wegens haar lange benen de titel Miss Longlegs toe. Na haar terugkeer in Parijs wisselde ze in 1968 na de mei-onlusten van de Folies Bergère als soloartieste naar het vooraanstaande cabaret Lido de Paris, waar ze haar aanstaande echtgenoot Roger Pappini leerde kennen, die toen technisch directeur van het Lido was. Voor haar gaf hij zijn beroep op en werd haar manager. In december 1971 stapten beiden in het huwelijksbootje en twee jaar later werd hun dochter Angelina geboren.
Reeds in de jaren 1960 en 1970 was Charell als veelzijdige entertainer wereldwijd populair. Ze presenteerde in het Casino Ruhl in Nice haar eigen Marlène Charell-Show. In Engeland trad ze samen op met Engelbert Humperdinck in een vierdelige co-productie van BBC en ZDF en ze had gastoptredens in Canada, Japan, Oostenrijk en Zwitserland. Met de titel Königin des Deutschen Fernsehens kreeg ze ook in Italië via Gino Bramieri haar eigen show. Haar door Truck Branss geregisseerde en door het ZDF uitgezonden show heette Die Welt gehört der Frau. Zo nu en dan trad ze ook op in bioscoopfilms, zoals in Himmel, Scheich und Wolkenbruch (1979).
In 1983 presenteerde ze in München het Eurovisiesongfestival, waarbij haar meertaligheid tot uiting kwam. Ze sprak onder andere Duits, Frans, Engels en Italiaans. In de jaren 1990 kreeg ze rollen in tv-producties als Das Traumschiff, Tanz auf dem Vulkan en Koerbers Akte. Sinds 2000 zette ze zich hoofdzakelijk in voor SOS Kinderdorpen, maar bleef wel als entertainer en artieste werkzaam. Ze is bovendien beschermvrouw van de Club Columbus van de cruise-organisator Transocean Tours. Daarbij kreeg ze verbintenissen als presentatrice bij het Swissartist Music Festival 2006 en 2007 bij Zürich en voor de evenementenreeks Feuerwerk der Volksmusik. Ook heeft ze regelmatig gastoptredens in tv-shows, zoals in de kookprogramma's Das perfekte Promi-Dinner (2008) en Lafer, Lichter, Lecker in oktober 2011. Naar aanleiding van haar optreden in de moederdag-editie van de tv-show Willkommen bei Carmen Nebel in april 2007, werd een nieuw gekweekte, gecultiveerde rozensoort voorgesteld met de naam Marlène Charell-roos.